# Divisões administrativas do Azerbaijão
Azerbaijão é dividido em:

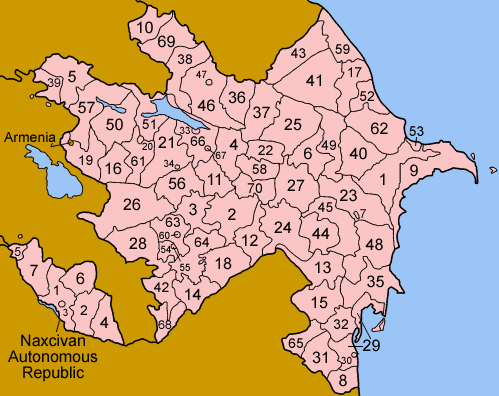
Mapa das Divisões administrativas do Azerbaijão

- 59 distritos (rayonlar; sing.– rayon),
- 11 cidades* (şəhərlər; sing.– şəhər),
- 1 república autônoma (muxtar respublika), que contém em si mesmo:
  - 7 distritos
  - 1 cidade

Todos os listados são rayons salvo indicação em contrário. Listadas em ordem alfabética por nome do Azerbaijão, que está entre parênteses, quando diferente do nome transliterado. Esta lista é para a parte principal do Azerbaijão, os rayons da República Autónoma de Naquichevão estão listados abaixo e numeradas separadamente. Alguns rayons estão total ou parcialmente na auto-proclamada República de Artsaque, mostrado no mapa a verde, o que é indicado na lista.

## Lista das divisões administrativas

### Azerbaijão contíguo
1. Absheron (Abşeron) (inclui uma enclave em Baku)
2. Aghjabadi (Ağcabədi)
3. Agdam (Ağdam)
4. Agdash (Ağdaş)
5. Agstafa (Ağstafa)
6. Agsu (Ağsu)
7. Xirvão cidade (Şirvan; até 24 de abril de 2008, Əli Bayramlı)
8. Astara
9. Baku - cidade (Bakı)
10. Balakan (Balakən)
11. Barda (Bərdə)
12. Beylagan (Beyləqan)
13. Bilasuvar (Biləsuvar)
14. Jabrayil (Cəbrayıl)
15. Jalilabad (Cəlilabad)
16. Dashkasan (Daşkəsən)
17. Shabran (Dəvəçi)
18. Fizuli (Füzuli)
19. Gadabay (Gədəbəy) (fronteiras um enclave de Arménia)
20. Ganja cidade (Gəncə)
21. Goranboy
22. Goychay (Göyçay)
23. Hajigabul (Hacıqabul)
24. Imishli (İmişli)
25. Ismailli (İsmayıllı)
26. Kalbajar (Kəlbəcər) (de facto parcialmente na República de Artsaque)
27. Kurdamir (Kürdəmir)
28. Lachin (Laçın)
29. Lenquerã (Lənkəran)
30. Lenquerã cidade (Lənkəran)
31. Lerik
32. Masally (Masallı)
33. Mingachevir (cidade) (Mingəçevir)
34. Naftalan (cidade)
35. Neftchala (Neftçala)
36. Oğuz (Oğuz)
37. Qabala (Qəbələ)
38. Qakh (Qax)
39. Qazakh (Qazax) (inclui dois enclaves na Arménia)
40. Gobustão (Gobustan)
41. Quba
42. Qubadli (Qubadlı)
43. Qusar
44. Saatly (Saatlı)
45. Sabirabad
46. Shaki (Şəki)
47. Shaki cidade (Şəki)
48. Salyan
49. Shamakhi (Şamaxı)
50. Xemequir (Şəmkir)
51. Samukh (Samux)
52. Siazan (Siyəzən)
53. Sumqayit cidade (Sumqayıt)
54. Shusha (Şuşa) (de facto parte da República de Artsaque)
55. Shusha cidade (Şuşa) (de facto parte da República de Artsaque)
56. Tartar (Tərtər) (de facto parcialmente na República de Artsaque)
57. Tovuz (fronteiras um enclave de Arménia)
58. Ujar (Ucar)
59. Khachmaz (Xaçmaz)
60. Khankendi cidade (Xankəndi) (de facto capital da República de Artsaque nomeada Stepanakert)
61. Goygol formerly Khanlar (Xanlar)
62. Khizi (Xızı)
63. Khojali (Xocalı) (de facto parte da República de Artsaque)
64. Khojavend (Xocavənd) (de facto parte da República de Artsaque)
65. Yardymli (Yardımlı)
66. Yevlakh (Yevlax)
67. Yevlakh cidade (Yevlax)
68. Zangilan (Zəngilan)
69. Zaqatala
70. Zardab (Zərdab)

### República Autónoma de Naquichevão
Os sete rayons e a cidade (şəhər) de Naquichevão são listadas e numeradas separadamente.
1. Babek (Babək)
2. Julfa (Culfa)
3. Kangarli (Kəngərli)
4. Naquichevão (Naxçıvan Şəhər)
5. Ordubad
6. Sadarak (Sədərək) (inclui dois enclaves na Arménia)
7. Shakhbuz (Şahbuz)
8. Xarur (Şərur)